# Campo vetorial

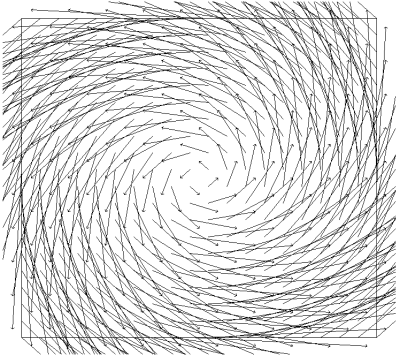
Campo vetorial dado por vetores da forma (-y, x)

Em matemática um campo vetorial ou campo de vetores é uma construção em cálculo vetorial que associa um vetor a todo o ponto de uma variedade diferenciável (como um subconjunto do  espaço euclidiano, por exemplo). Isto é, um campo de vetores é uma função vetorial que associa um vetor a cada ponto P(x,y,z) do espaço xyz, genericamente dada por:
{\displaystyle \mathbf {F} (x,y,z)=f(x,y,z)\mathbf {i} +g(x,y,z)\mathbf {j} +h(x,y,z)\mathbf {k} .}
Onde f=f(x,y,z), g=g(x,y,z) e h=h(x,y,z) são as funções componentes que, quando associadas a um ponto P(x,y,z), fornecem o valor de cada componente do vetor na direção de i (vetor unitário na direção e sentido do eixo X positivo), j (vetor unitário na direção e sentido do eixo Y positivo) e k (vetor unitário na direção e sentido do eixo Z positivo), respectivamente.
Campos vetoriais são geralmente utilizados na física para indicar, por exemplo, a velocidade e a direção de um fluido ou corpo a mover-se pelo espaço, ou o comprimento e direção de alguma força, tal como a força magnética ou gravitacional, com seus valores de ponto em ponto.

## Definição
Um campo vetorial de um subconjunto do espaço euclidiano {\textstyle X\subset \mathbb {R} ^{n}} é uma função com valores vetoriais tais que
{\displaystyle \mathbf {F} :X\rightarrow \mathbb {R} ^{n}.}
Diz-se que F é um campo vetorial {\textstyle C^{k}} se cada componente é k vezes continuamente diferenciável. Um campo vetorial pode ser visualizado como um espaço X com um vetor n-dimensional associado a cada ponto em X. Embora as representações envolvam pontos discretos, campos vetoriais são formados por um número infinito de vetores.

### Exemplo de um Campo de Força
Seja uma partícula A de massa M fixa em um ponto {\textstyle P_{0}} e seja uma partícula B de massa m livre para ocupar várias posições P no espaço. A atrai B de acordo com a lei da gravitação universal de Newton. A força gravitacional F age de P para {\textstyle P_{0}}, com módulo tal que
{\displaystyle |\mathbf {F} |={\frac {GMm}{r^{2}}},}
onde G é a constante gravitacional universal.
Pensando num sistema de coordenadas em que P e {\textstyle P_{0}} possuam as coordenadas P(x,y,z) e {\textstyle P_{0}(x_{0},y_{0},z_{0})}, , então a distância entre esses pontos é dada por
{\displaystyle r={\sqrt {(x-x_{0})^{2}+(y-y_{0})^{2}+(z-z_{0})^{2}}}}
de tal modo que r possa ser escrito como um vetor.
{\displaystyle \mathbf {r} =(x-x_{0})\mathbf {i} +(y-y_{0})\mathbf {j} +(z-z_{0})\mathbf {k} }
Sabendo-se que {\textstyle -{\frac {\mathbf {r} }{r}}} é um vetor unitário de mesma direção e sentido de F, tem-se que
{\displaystyle \mathbf {F} =|\mathbf {F} |({\frac {-\mathbf {r} }{r}})}
{\displaystyle \mathbf {F} =-GMm{\frac {\mathbf {r} }{r^{3}}}}
{\displaystyle \mathbf {F} =-GMm{\frac {(x-x_{0})}{r^{3}}}\mathbf {i} -GMm{\frac {(y-y_{0})}{r^{3}}}\mathbf {j} -GMm{\frac {(z-z_{0})}{r^{3}}}\mathbf {k} }
é uma função vetorial que descreve a força gravitacional que A provoca em B.

## Tipos de Campos Vetoriais

### Campo Conservativo
O campo vetorial {\displaystyle {\overrightarrow {\mathbf {F} }}} é dito conservativo se

#### F→=∇→P{\displaystyle {\overrightarrow {\mathbf {F} }}={\overrightarrow {\nabla }}P}
Onde P é uma função potencial.
Matematicamente o campo conservativo pode ser representado, em coordenadas cartesianas, por:
{\displaystyle \mathbf {F} ={\frac {\partial P}{\partial x}}\mathbf {i} +{\frac {\partial P}{\partial y}}\mathbf {j} +{\frac {\partial P}{\partial z}}\mathbf {k} .}
Outras formas de afirmar que um campo é conservativo são:
- Se o campo for irrotacional.
```
 

  

    

      

        

          

            
∇

            
→

          

        

        
X

        

          

            

              
F

            

            
→

          

        

        
=

        

          

            
0

            
→

          

        

      

    

    
{\displaystyle {\overrightarrow {\nabla }}X{\overrightarrow {\mathbf {F} }}={\overrightarrow {0}}}

  

```

- Se o valor da integral de linha depender somente dos pontos extremos e não do caminho que os liga.
```
 

  

    

      

        
∫

        

          

            

              
F

            

            
→

          

        

        
∙

        
d

        

          

            

              
r

            

            
→

          

        

        
=

        

          
F

          
(

          
P

          
)

          
−

          
F

          
(

          
P

          

            

              

                
0

              

            

          

          
)

        

      

    

    
{\displaystyle \int {\overrightarrow {\mathbf {F} }}\bullet d{\overrightarrow {\mathbf {r} }}=\mathrm {F(P)-F(P{\scriptstyle {\text{0}}})} }

  

```

- Se a integral de caminho fechado for igual a zero.
```
 

  

    

      

        
∮

        

          

            

              
F

            

            
→

          

        

        
∙

        
d

        

          

            

              
r

            

            
→

          

        

        
=

        

          

            
0

            
→

          

        

      

    

    
{\displaystyle \oint {\overrightarrow {\mathbf {F} }}\bullet d{\overrightarrow {\mathbf {r} }}={\overrightarrow {0}}}

  

```

### Campo Central
Campos centrais são campos com origem em potenciais P que apenas dependem da distância, isso é:
sendo
{\displaystyle r={\sqrt {(x)^{2}+(y)^{2}+(z)^{2}}}}
Então, P(x,y,z)=P(r)

### Campo de Spin
Campos de spin se distribuem tangencialmente à circunferências de raios crescentes. Fluidos em movimento como um líquido derramado em um funil ou certos ciclones podem ser modelados por esse campo vetorial. Este tipo de campo serve também para descrever sistemas físicos em rotação.
Por exemplo, da mecânica de rotação, tem-se que a velocidade linear de um corpo em rotação é 
{\displaystyle {\vec {v}}={\vec {\omega }}\times {\vec {r}}={\begin{vmatrix}{\vec {i}}&{\vec {j}}&{\vec {k}}\\0&0&\omega _{0}\\x&y&z\end{vmatrix}}}
ou seja,
{\displaystyle {\vec {v}}=\omega _{0}(-y{\vec {i}}+x{\vec {j}})}

### Campos Inverso-do-Quadrado
Campos ditos Inverso-do-Quadrado são aqueles campos vetoriais da forma
{\displaystyle \mathbf {F(r)} ={\frac {c}{|\mathbf {r} |^{2}}}\mathbf {r} }
onde r é um vetor posição, no espaço bidimensional ou tridimensional:
```

  

    

      

        

          

            
r

          

        

        
=

        
x

        

          

            

              
i

              
^

            

          

        

        
+

        
y

        

          

            

              
j

              
^

            

          

        

        
+

        
z

        

          

            

              
k

              
^

            

          

        

      

    

    
{\displaystyle {\mathsf {r}}=x{\hat {i}}+y{\hat {j}}+z{\hat {k}}}

  

```

e c uma constante característica do campo em questão.
Alternativamente, podemos expressar estes tipos de campos vetoriais da seguinte maneira:
{\displaystyle \mathbf {F(r)} ={\frac {c}{|\mathbf {r} |^{3}}}{\hat {r}}}com a introdução do versor posição, {\displaystyle {\hat {r}}} :
{\displaystyle {\hat {r}}={\frac {\mathbf {r} }{|\mathbf {r} |}}}
Tais campos possuem caráter radial e  a magnitude dos mesmos diminui com o quadrado da distância, pois :
{\displaystyle |\mathbf {F(r)} |={\frac {|c|}{|\mathbf {r} |^{3}}}|\mathbf {r} |={\frac {|c|}{|\mathbf {r} |^{2}}}}
Se c >0 , temos um Campo Repulsivo ( ou de Fonte), e caso c <0 , há um  Campo Atrativo (ou de Sumidouro).
Temos que a representação gráfica destes campos é dada por:

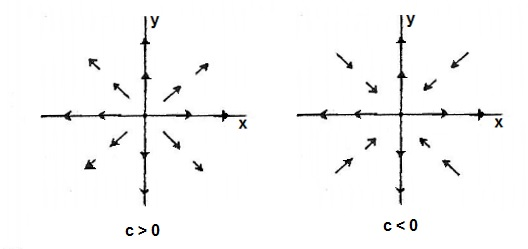
Representação gráfica para c>0 e c<0.

Campos Inverso-do Quadrado são ditos conservativos, visto que o rot(F(r))=0 .
Exemplos de Campos Inverso-do Quadrado são os Campos Gravitacional e Elétrico;
{\displaystyle {\vec {\left\vert F\right\vert }}=G{\frac {m_{1}m_{2}}{r^{2}}}\longrightarrow } Lei da Gravitação Universal,
onde G é a constante de gravitação universal, m1 e m2 são as massas de dois corpos e r = |r| a distância entre eles.
{\displaystyle {\vec {F}}={\frac {1}{4\pi \varepsilon _{0}}}{\frac {q_{1}q_{2}}{r^{2}}}{\hat {r}}\longrightarrow } Lei de Coulomb,
onde {\displaystyle \varepsilon _{0}}é a constante de permissividade elétrica no sistema SI, q1 e q2 são duas cargas elétricas e r a distância entre elas.

### Integral de Linha
Uma técnica comum em física é integrar o campo vetorial ao longo de uma curva, sendo isto denominado como integral de linha. A integral de linha é construída analogamente à integral de Riemann e existe se o campo vetorial é contínuo.
Dado um campo vetorial W e a curva S parametrizada no intervalo [a,b], onde a e b são reais, a integral de linha é definida como
{\displaystyle \int _{S}\langle W(x),\mathrm {d} x\rangle =\int _{a}^{b}\langle W(S(t)),S'(t)\;\mathrm {d} t\rangle .}

### Del
O operador del é análogo ao operador de derivada d/dx, que aplicado a f(x) produz a derivada f'(x). Quando aplicado à campos vetoriais o operador del leva à duas operações essenciais, o divergente e o rotacional. Quando aplicado duas vezes tem-se o laplaciano vetorial, onde cada componente deste representa o divergente do gradiente do componente respectivo do campo vetorial argumento.

#### Operador Nabla
O operador Nabla é definido, em coordenadas retangulares, como:
{\displaystyle \nabla ={\frac {\partial }{\partial x}}\mathbf {i} +{\frac {\partial }{\partial y}}\mathbf {j} +{\frac {\partial }{\partial z}}\mathbf {k} .}Este operador pode ser aplicado em campos escalares e em campos vetoriais.

#### Gradiente
O gradiente de uma função escalar F=F(x,y,z) é expresso, em coordenadas retangulares, como:
{\displaystyle \nabla F={\frac {\partial F}{\partial x}}\mathbf {i} +{\frac {\partial F}{\partial y}}\mathbf {j} +{\frac {\partial F}{\partial z}}\mathbf {k} .}
A interpretação do gradiente é a direção na qual a variação da função F é máxima.

#### Divergente
O divergente de um campo vetorial continuamente diferenciável num espaço euclidiano de três dimensões é dado por
{\displaystyle \operatorname {div} \mathbf {F} =\nabla \cdot \mathbf {F} ={\frac {\partial F_{1}}{\partial x}}+{\frac {\partial F_{2}}{\partial y}}+{\frac {\partial F_{3}}{\partial z}}.}
Observa-se que o divergente é um campo escalar. 
A interpretação física do divergente é o fluxo pontual.

#### Rotacional
O rotacional calcula por uma superfície infinitesimal o quanto os vetores de um campo vetorial se afastam ou se aproximam de um vetor normal a esta superfície. O rotacional é um campo vetorial. Por definição, em três dimensões:
{\displaystyle \nabla \times \mathbf {F} =\left({\frac {\partial F_{3}}{\partial y}}-{\frac {\partial F_{2}}{\partial z}}\right)\mathbf {i} -\left({\frac {\partial F_{3}}{\partial x}}-{\frac {\partial F_{1}}{\partial z}}\right)\mathbf {j} +\left({\frac {\partial F_{2}}{\partial x}}-{\frac {\partial F_{1}}{\partial y}}\right)\mathbf {k} .}
O rotacional pode ser interpretação, fisicamente, como sendo uma circulação no espaço.

#### Laplaciano
Como já dito, o Laplaciano é um escalar, calculado como o divergente de um campo gradiente, dado por:
{\displaystyle \nabla ^{2}F=\nabla \cdot \nabla F={\frac {\partial ^{2}F}{\partial x^{2}}}+{\frac {\partial ^{2}F}{\partial y^{2}}}+{\frac {\partial ^{2}F}{\partial z^{2}}}.}Uma das interpretações do Laplaciano é a concavidade da função F.
A equação {\displaystyle \nabla ^{2}F=0} ou sua equivalente  
{\displaystyle {\frac {\partial ^{2}F}{\partial x^{2}}}+{\frac {\partial ^{2}F}{\partial y^{2}}}+{\frac {\partial ^{2}F}{\partial z^{2}}}=0}
é conhecida como equação de Laplace. Essa equação diferencial parcial tem um papel importante em diversas aplicações pelo fato de ser satisfeita pela função potencial do campo de quadrado inverso.